# Волков, Иван Николаевич
Иван Николаевич Волков (род. 14 августа 1974, Ленинград) — российский актёр и композитор. Сын Николая Волкова-младшего и Ольги Волковой. Внук Николая Волкова-старшего.

## Биография
Родился 14 августа 1974 года в Ленинграде.
В 1997 году окончил актёрский факультет ГИТИСа (курс А. В. Бородина).
- С 1997 по 2001 — актёр театра клоунады Вячеслава Полунина.
- С 2001 по 2006 — актёр театра «Современник».
- С 2020 года — актёр Александринского театра.
- С 2024 года — актёр МХТ имени А. П. Чехова.

Дебютировал в спектакле «Три сестры» в роли Андрея Прозорова.
В 1997 году вместе с Николаем Рощиным создал творческую группу «Московский театр „А.Р.Т.О.“» (Актерское Режиссерское Театральное Общество).
Вместе с братом Дмитрием Волковым и актером Михаилом Шкловским участник группы спазм-оркестр «Корень из девяти».
Пишет музыку для кинофильмов и спектаклей.

## Личная жизнь
Первая жена (с 1995 по 2002 год) — Чулпан Наилевна Хаматова (род. 1975), российская актриса театра и кино.
- Дочь — Арина (род. 2002)[1]

Вторая жена (с 2004 по 2009 год) — Олеся Яковлева,
- Сын — Георгий

Третья жена (с 2011 года) — Людмила Харитонова, российская актриса театра и кино.
- Дочь — Александра

## Фильмография
| Год       |   | Название                                  | Роль                                   |
| --------- | - | ----------------------------------------- | -------------------------------------- |
| 2001      | ф | Львиная доля                              | Шурик, приятель Дины в Питере          |
| 2001      | ф | Новогодние приключения                    | Миша                                   |
| 2003      | ф | Пассажир без багажа                       | Андрей                                 |
| 2004      | ф | «Deadline»                                | сценарист                              |
| 2005      | ф | Горыныч и Виктория — исключение из правил | Куприн-младший                         |
| 2005—2006 | с | Люба, дети и завод                        | Антон, следователь                     |
| 2006      | ф | Будем на ты                               | Пётр Яблоков                           |
| 2006      | ф | «Мёртвые дочери»                          | Макс                                   |
| 2007      | ф | Иное                                      | Игорь                                  |
| 2007      | ф | УГРО. Простые парни                       | Кольчугин                              |
| 2007      | с | Татьянин день                             | Устинов                                |
| 2008      | ф | Жизнь, которой не было                    | следователь                            |
| 2009      | ф | Доярка из Хацапетовки 2: Вызов судьбе     | Люпен                                  |
| 2010      | ф | Доярка из Хацапетовки 3                   | Люпен                                  |
| 2010      | ф | Иванов                                    | Львов, земский врач                    |
| 2011      | ф | Группа счастья                            | Пётр                                   |
| 2012      | ф | Я буду рядом                              | Сергей                                 |
| 2012      | ф | Мама выходит замуж                        | Станислав                              |
| 2014      | с | Палач                                     | майор КГБ Кирилл Протасов              |
| 2014      | с | Две легенды                               | сотрудник ФСО Александр Кольцов        |
| 2015      | с | Паук                                      | майор КГБ Кирилл Протасов              |
| 2017      | с | Перепутанные                              | Лазарь Михайлович, пластический хирург |

## Композитор
- 2001 — спектакль «Король олень», РАМТ, Москва
- 2003 — Игра в модерн
- 2005 — Дура
- 2008 — Большая Игра
- 2011 — Без права на ошибку
- 2011 — Купидон
- 2012 — спектакль «Ксения Петербургская», режиссер Н.Шумилкина РАМТ, Москва
- 2012 — спектакль «Принцесса Турандот», Ульяновский драматический театр имени И. А. Гончарова, режиссер Н.Шумилкина Ульяновск
- 2014 — спектакль «Старая женщина высиживает», новая сцена Александринского театра, режиссер Н.Рощин Санкт-Петербург (композитор, автор звукового оформления)
- 2015 — спектакль «Птица Феникс возвращается домой», режиссер Н.Шумилкина московский областной театр драмы и комедии, Ногинск
- 2015 — спектакль «Ворон», Александринский театр, режиссер Н.Рощин Санкт-Петербург (композитор, автор звукового оформления)
- 2016 — спектакль «Кролик Эдвард», РАМТ, режиссер Р.Мовсесян Москва (композитор, автор звукового оформления)
- 2017 — спектакль «Баня», новая сцена Александринского театра, режиссер Н.Рощин Санкт-Петербург (композитор)
- 2017 — спектакль «Убийство Жана Поля Марата», режиссер А.Калинин малая сцена Александринского театра, Санкт-Петербург (композитор)
- 2017 — спектакль «Носороги», ТЮЗ им. Брянцева, режиссер А.Калинин Санкт-Петербург (композитор, автор музыкального и звукового оформления)
- 2017 — спектакль «Троянки»/Le Troiane, Teatro Stabile di Napoli режиссеры Н.Рощин, В.Фокин совместно с Александринским театром (композитор, автор музыкального и звукового оформления)
- 2017 — спектакль «Последний папа», ТЮЗ имени Ю. П. Киселёва, режиссер Н.Шумилкина Саратов (композитор, автор звукового оформления)
- 2018 — спектакль «Четвёртый богатырь», режиссер Н.Шумилкина РАМТ, Москва
- 2018 — спектакль «Сирано де Бержерак», Александринский театр, режиссер Н.Рощин Санкт-Петербург (композитор, автор звукового оформления)
- 2019 — спектакль «Манюня», РАМТ, режиссер Р.Мовсесян, Москва (композитор, автор музыкального и звукового оформления)
- 2019 — спектакль «Дети у власти», Александринский театр (новая сцена), режиссер Н.Рощин Санкт-Петербург (композитор, автор музыкального и звукового оформления)
- 2019 — спектакль «Буря», ТЮЗ имени Ю. П. Киселёва, режиссер Н.Шумилкина Саратов (композитор, автор музыкального и звукового оформления)
- 2019 — спектакль «Баня», Александринский театр (основная сцена), режиссер Н.Рощин Санкт-Петербург (композитор, автор музыкального и звукового оформления)
- 2021 — спектакль «Дети солнца», Александринский театр (основная сцена), режиссер Н.Рощин Санкт-Петербург (композитор)
- 2021 — сериал «Женщина в состоянии развода», режиссер О.Сафронова, Д.Гайтян, кинокомпания «Щука» (композитор)
- 2021 — сериал «Сын», режиссер Ф.Фархшатова, «Тим Филмз» (композитор)
- 2022 — спектакль «Вишнёвый сад», Театр им. Ленсовета, режиссер У.Баялиев Санкт-Петербург (композитор)
- 2022 — фильм «Петрополис», режиссер В.Фокин, «Революция фильм», «Интерфест» (композитор)
- 2022 — сериал «Комплекс Бога», режиссер Ф.Фархшатова, «KION», «Lookfilm»  (композитор)
- 2022 — спектакль «Отелло», Александринский театр (основная сцена), режиссер Н.Рощин Санкт-Петербург (композитор)
- 2023 — спектакль «Лес», ТЮЗ им.А.Брянцева, режиссер У.Баялиев Санкт-Петербург (композитор)
- 2023 — спектакль «Брехт.Швейк.Вторая мировая», СТИ, режиссер У.Баялиев Москва (композитор)
- 2024 — спектакль «Мейерхольд. Чужой театр», Александринский театр (новая сцена), режиссер В.Фокин Санкт-Петербург (композитор)
- 2024 — спектакль «Самоубийца», МХТ им.А.П.Чехова, основная сцена, режиссер Н.Рощин Москва (композитор)
- 2025 — спектакль «20 дней без войны», МХТ им.А.П.Чехова, основная сцена, режиссер М.Брусникина Москва (композитор)
- 2025 — спектакль «Лева», РАМТ, маленькая сцена, режиссер Р.Мовсесян Москва (саунддизайн)

## Театральные работы
- 1997 — «Пчеловоды», роль Крючкова — творческая группа «Корабль Дураков»
- 2000 — «Три сестры», роль Андрея — театр «Современник»
- 2001 — «Король-Олень», роль Дерамо — РАМТ
- 2002 — «Школа Шутов» (первая версия), роль Гальгюта (старейшины) — А.Р.Т.О. совместно с центром имени  Вс. Мейерхольда
- 2004 — «Филоктет», роль Одиссея — А.Р.Т.О. совместно с центром имени  Вс. Мейерхольда
- 2004 — «Lilla Weneda», роль Друида — А.Р.Т.О. совместно с центром имени  Вс. Мейерхольда
- 2005 — «Школа Шутов» (вторая версия) — А.Р.Т.О. совместно с центром имени  Вс. Мейерхольда и фестивалем Passages, Nancy (France)
- 2005 — «Эдип», роль Эдипа — центр имени  Вс. Мейерхольда, режиссёр А. Левинский
- 2007 — «Мистерия Буфф (вариант чистых)», роль офицера — А.Р.Т.О. совместно с центром имени  Вс. Мейерхольда и Фестивалем Passages, Nancy (France)
- 2009 — «Савва. Ignis sanat», роль Ирода — А.Р.Т.О.
- 2010 — «[бох]», роль Поццо — А.Р.Т.О.
- 2013 — «Вишнёвый сад», роль Пети Трофимова — La’Театр, режиссёр В. Дубровицкий
- 2018 — «Сирано де Бержерак», роль Сирано — Александринский театр, режиссер Николай Рощин
- 2021 — «Дети солнца», роль Павла Фёдоровича Протасова — Александринский театр, режиссер Николай Рощин
- 2021 — «Серотонин» по одноимённому роману Мишеля Уэльбека, роль Флорана Лабруста — театр «Приют комедианта», режиссер Андрей Прикотенко
- 2022 — «Один восемь восемь один», роль Александр второй — Александринский театр, режиссер Валерий Фокин
- 2022 — «Отелло», роль Яго — Александринский театр, режиссер Николай Рощин
- 2024 — «Самоубийца», роль Семен Подсекальников — МХТ им.А.П.Чехова, режиссер Николай Рощин
- 2025 — «20 дней без войны», роль Лопатин — МХТ им.А.П.Чехова, режиссер Марина Брусникина

## Награды
- 2005 — диплом жюри фестиваля «Окно в Европу» за лучшую музыку к фильму "Дура" (совместно с С.Шустицким).
- 2020 — премия «Золотая маска» за лучшую мужскую роль в жанре драма (спектакль «Сирано де Бержерак»).
- 2022 — премия имени А.Миронова «Фигаро» номинация "Лучшие из лучших", за блистательное исполнение ролей на российской театральной сцене.
- 2023 — премия «собака.ru» «ТОП50» (самые знаменитые люди Петербурга) номинация "театр и шоу".